# Нью-Йоркский городской симфонический оркестр
Нью-Йоркский городской симфонический оркестр (англ. New York City Symphony) — американский симфонический оркестр, базирующийся в Нью-Йорке.

## История
Был основан в 1926 году окружным судьёй и скрипачом-любителем Леопольдом Принсом и первоначально назывался Городской любительский симфонический оркестр Нью-Йорка (англ. City Amateur Symphony Orchestra of New York). Состав оркестра колебался от 80 до 110 музыкантов, преимущественно непрофессионалов; Принс сам дирижировал оркестром и, по большей части, лично его финансировал, частным порядком привлекая для этого дополнительные средства. Оркестр давал бесплатные концерты в больницах, парках и музеях, пользовавшиеся значительной популярностью у малоимущей публики: послушать музыку иной раз собиралось до 20 тысяч человек.
В 1951 г., после смерти Принса, музыкальное руководство оркестром перешло к его помощнику Францу Бибо, а для финансовой поддержки коллектива был создан совет директоров. В 1956 г. оркестр был зарегистрирован как некоммерческая организация и убрал из своего названия слово «любительский». К концу 1960-х гг., однако, коллектив практически исчез с музыкальной сцены.
В 1976 году коллектив перешел под спонсорство Международного культурного фонда, основанным Мун Сон Мёном. Главным дирижёром был назначен 20-летний Томас Людвиг. Оркестр концертировал на различных нью-йоркских площадках, в том числе в Линкольн-центре и Колумбийском университете; вслед за Людвигом им в 1980-е гг. руководили Брайан Сондерс и Франческо Сантелли. В 1985 году музыкальным руководителем оркестра стал Дэвид Итон.
В 1988 году оркестр провёл первые международные гастроли, выступив в Японии и Южной Корее. Творческое взаимодействие с азиатской культурой стало визитной карточкой коллектива: Нью-Йоркский городской симфонический оркестр, в частности, впервые представил американской публике творчество видного китайского композитора Тань Дуня. Оркестр постоянно выступает в рамках культурных программ различных общественных и неправительственных организаций, участвовал в ряде акций ООН.
В разное время в Нью-Йорке действовали и другие музыкальные коллективы с похожими названиями, в том числе Нью-Йоркский городской симфонический оркестр Управления общественных работ (англ. The New York City WPA Symphony Orchestra) под руководством Леонарда Бернстайна (1944—1948).